# شارع كورونيشن
شارع كورونيشن (بالإنجليزية: Coronation Street) هو مسلسل دراما أُنتج في المملكة المتحدة. بدأ عرضه في سنة 1960 على التلفزيون المستقل. بلغ عدد حلقاته 9238 حلقة، وتبلغ مدة الحلقة الواحدة 30 دقيقة. المسلسل من تأليف توني وارن ، تم بث المسلسل لأول مرة بتاريخ 9 ديسمبر 1960 فاز المسلسل بجائزة بافتا. تقع الأحداث في شارع كورونيشن في بلدة ويذرفيلد الخيالية في سالفورد.

## وصلات خارجية
- شارع كورونيشن على موقع IMDb (الإنجليزية)
- شارع كورونيشن على موقع ميتاكريتيك (الإنجليزية)
- شارع كورونيشن على موقع كينوبويسك (الروسية)
- شارع كورونيشن على موقع ألو سيني (الفرنسية)
- شارع كورونيشن على موقع قاعدة بيانات الفيلم (الإنجليزية)